# 韋爾博韋 (扎波羅熱區)
48°4′6″N 35°19′24″E / 48.06833°N 35.32333°E
韋爾博韋（烏克蘭語：Вербове）是位於烏克蘭東南部的村莊，由扎波羅熱州扎波羅熱区的彼得羅-米哈伊利夫卡市鎮負責管轄。該村始建於1945年，面積0.68平方公里，2001年人口438，人口密度每平方公里648.9人。